# Pringls
Pringls je robna marka čipsa u vlasništvu Procter & Gamblea. Pringls se prodaje u više od 100 zemalja širom sveta, a ima 1 milijardu godišnje zarade od prodaje.

## Početak
Procter & Gamble je odabrao ime Pringls iz telefonskog imenika Sinsinatia, inspirisao ih je Pringle Drive u Finneytown, Ohajo, zbog izgovora te reči. Prve televizijske reklame Pringlsa proizveo је Tomas Skot Kaden (smislio ideje za Mr. Proper reklame) 1968. godine, dok je radio za marketinške agencije u Čikagu.

## Proizvodi
Čips se prodaje u posebno dizajniranim "konzervama" od sledećih vrsta: obični, so i sirće, kisela pavlaka i luk, sir čedar, s ukusom roštilja i dr.